# Membruggen
Membruggen est une section de la commune belge de Riemst située en Région flamande dans la province de Limbourg. C'était une commune à part entière avant la fusion des communes de 1971.

## Démographie

### Évolution démographique
- Sources : INS, Rem. : 1831 jusqu'en 1961 = recensements[2].

## Histoire

### Seconde Guerre mondiale
Membruggen fut occupé le 13 mai 1940 par les troupes de l’Allemagne Nazie. La plupart des habitants offraient une résistance passive à l’occupation; parmi les tombés, Roger Martens était un résistant armé. Le village fut libéré le 9 septembre 1944.

## Monuments
- Le Monument aux morts de Membruggen

## Habitants connus
- Roger Martens, 1922-1945, résistant armé